# Chuck Berry
Charles Edward Anderson "Chuck" Berry (født 18. oktober 1926, død 18. marts 2017) var en amerikansk guitarist, sanger og sangskriver. Han skrev og indspillede store rock and roll-hits som "Maybellene" (1955), "Memphis, Tennessee", "Johnny B. Goode" (1958), "Sweet Little Sixteen", "Rock and Roll Music" (1957) og "Roll Over Beethoven" (1956) samt den småvulgære "My Ding-A-Ling". Hans musik er indspillet af talrige senere musiker og grupper og er stadig med til at inspirere musikere i dag.
Hans sceneoptræden var meget levende, og han var kendt for sin "duck walk", hvor han bøjede sig langt ned i knæene, mens han gik frem og tilbage over scenen samtidig med, at at han spillede. 
Chuck Berry havde stor indflydelse på rock and roll-musikken, hvor han var en af pionererne. Cub Koda skrev "Af alle de tidlige rock & roll kunstnere, har ingen været vigtigere for udviklingen af musikken end Chuck Berry. Han er dens bedste sangskriver, den primære udformer af dens instrumentelle stemme, en af dens bedste guitarister og en af dens bedste performere."
Berry var blandt den første gruppe musikere, som optaget i Rock and Roll Hall of Fame ved åbningen i 1986. Han modtog Kennedy Center Honors i 2000.

## Karriere

### Tidlige liv og begyndelsen af musikkarrieren
Berry blev født i St. Louis, Missouri, som det fjerde barn i en familie på seks. Han voksede op i det nordlige St. Louis i et område kendt som The Ville, hvor mange middelklassefolk levede dengang. Hans far, Henry, var entreprenør og diakon i den nærliggende baptistkirke; hans mor, Martha, var statsautoriseret skoleleder. Hans opdragelse tillod ham at forfølge sin interesse for musik fra en tidlig alder. Han gav sin første offentlige optræden i 1941, mens han stadig var elev på Sumner High School.
I 1944, mens han stadig var studerende på Sumner High School, blev han sammen med nogle venner arresteret for væbnet røveri mod tre butikker i Kansas City, Missouri og for derefter at stjæle en bil under trussel om magtanvendelse. Berrys version i hans selvbiografi var, at hans bil brød sammen og han prajede en forbipasserende bil og stjal den under trussel om magtanvendelse med en ufunktionel pistol. Han blev dømt og sendt til Intermediate reformatory for Unge Mænd i Algoa, nær Jefferson City, Missouri, hvor han dannede en sangkvartet og dyrkede boksning. Sanggruppen blev kompetente nok til, at myndighederne tillod gruppen at optræde uden for fængslet. Berry blev løsladt på sin 21-års fødselsdag i 1947.
Berry blev gift med Themetta "Toddy" Suggs den 28. oktober, 1948, og hun fødte Darlin Ingrid Berry den 3. oktober 1950. Berry forsørgede sin familie ved at tage forskelligt arbejde i St. Louis, arbejdede kortvarigt som fabriksarbejder på to bilfabrikker og som pedel i den udlejningsejendom, hvor han og hans kone boede. Senere uddannede han sig til kosmetolog på Poro College of Cosmetology. Han klarede sig godt nok til i 1950 at købe et "lille treværelses murstenshus med et bad" på Whittier Street, som nu er opført som The Chuck Berry House på National Register of Historic Places.
I begyndelsen af 1950'erne, arbejdede Berry med lokale bands i klubber i St. Louis for at tjene lidt ekstra. Han havde spillet blues siden sine teenageår, og han lånte både guitarriffs og sceneoptræden fra bluesmusikeren T-Bone Walker. Han tog også guitarlektioner hos sin ven Ira Harris, der lagde grunden til hans guitarstil.
I begyndelsen af 1953 optrådte Berry med Johnnie Johnsons trio og startede et langt samarbejde med pianisten. Bandet spillede meste blues og ballader, men den mest populære musik blandt hvide i området var country. Berry skrev: "Nysgerrighed drev mig til at spille en masse af vores country-ting for vores overvejende sorte publikum og nogle af vores sorte publikumer begyndte at hviske, "Hvem er den sorte hillbilly på Cosmo?" Efter at de grinede af mig et par gange, begyndte de at efterspørge hillbilly-ting og danse til det."
Berrys specielle sceneoptræden, sammen med en blanding af countrymelodier og R & B sange, sunget i stil med Nat King Cole sat til musik af Muddy Waters, gav et bredere publikum, især velhavende hvide mennesker.

### Kontrakt med Chess: "Maybellene" til "Come On" (1955-1962)
I maj 1955 rejste Berry til Chicago, hvor han mødte Muddy Waters, som foreslog ham at kontakte Leonard Chess fra Chess Records. Berry troede hans bluesmusik ville være af større interesse for Chess, men til hans overraskelse var det en traditionel country-violin-melodi, "Ida Red", som var indspillet af Bob Wills, der fik Chess' opmærksomhed. Chess havde set rhythm and blues markedet skrumpe og forsøgte at bevæge sig væk fra det. Han mente, at Berry kunne være kunstneren, der gjorde dette muligt. Den 21. maj 1955 indspillede Berry en tilpasset version af "Ida Red", under titlen "Maybellene", med Johnnie Johnson på klaver, Jerome Green (fra Bo Diddleys band) på maracas, Jasper Thomas på trommer og Willie Dixon på bassen. "Maybellene" solgt over en million eksemplarer, og nåede nummer et på Billboard magazine rytme og blues diagram og nummer fem på dets "Best Sellers in Stores"-liste den 10. september 1955.
Ved udgangen af juni 1956 nåede hans sang "Roll Over Beethoven" nummer 29 på Billboard's Top 100 liste, og Berry turnerede som en af "Top Acts of '56". Berry blev venner med Carl Perkins. Perkins sagde, at "jeg vidste, da jeg først hørte Chuck, at han var blevet påvirket af countrymusik. Jeg respekterede hans musik, hans plader var meget, meget gode." Medens de turnerede, opdagede Perkins, at Berry ikke kun holdt af countrymusik, men han også kendte så mange sange, som han gjorde. Jimmie Rodgers var en af hans favoritter. "Chuck kendte hver Blue Yodel og de fleste af Bill Monroes sange godt", fortalte Perkins. "Han fortalte mig om, hvordan han var opvokset meget fattigt og opdraget meget strengt. Han havde et hårdt liv. Han var en god fyr. Jeg holdt virkelig af ham."
I slutningen af 1957 deltog Berry i Alan Freeds "Biggest Show of Stars for 1957" og turnerede i USA med Everly Brothers, Buddy Holly og andre. Han var gæst på ABC's Guy Mitchell Show og sang sin hitsang "Rock' n 'Roll Music". I perioden 1957-1959 indspillede Berry over et dusin hitsingler, herunder US Top 10 hits som "School Days", "Rock and Roll Music", "Sweet Little Sixteen", og "Johnny B. Goode". Han dukkede op i to tidlige rock-and-roll-film: Rock Rock Rock (1956), hvor han sang: "You Can't Catch Me" og Go, Johnny, Go! (1959), hvor han spillede sig selv og optrådte med "Johnny B. Goode", "Memphis, Tennessee", og "Lille Queenie". Hans optræden med "Sweet Little Sixteen" på Newport Jazz Festival i 1958 blev optaget til filmen Jazz on a Summer's Day.
Ved udgangen af 1950'erne var Berry en højt profileret og etableret stjerne med flere hits og filmoptrædener, samt en lukrativ tournekarriere. Han havde åbnet en raceblandet natklub i St. Louis "Berry's Club Bandstand", og investeret i fast ejendom. Men i december 1959 blev han arresteret under påstand om, at han havde haft samleje med en 14-årig servitrice, Janice Escalante, som han havde transporteret på tværs af statsgrænser for at arbejde som gardarobepige i hans klub. Efter en retssag i marts 1960 blev han idømt fem års fængsel og en bøde $ 5000. Han ankede afgørelsen og anførte, at dommerens kommentarer og holdning var racistiske og fordomsfuld imod ham og det havde præget juryen. Klagen blev stadfæstet, og en anden retssag blev afholdt i maj og juni 1961, som resulterede i en dom på tre års fængsel. Efter endnu en appel mislykkedes afsonede Berry halvandet år i fængsel, i perioden februar 1962 til oktober 1963. Han havde fortsat pladeoptagelser og optrædener under retssagerne, men hans produktion var bremset, medens hans popularitet var faldet. Hans sidste single før han blev fængslet var "Come On".

### "Nadine" og skiftet til Mercury (1963-1969)
Da Berry blev løsladt fra fængslet i 1963, blev hans tilbagevenden til pladeindspilningerne og optræden gjort lettere af The British Invasion med grupper som især Beatles og Rolling Stones, som gav fornyet interesse for hans musik ved at udgive coverversioner af hans sange. Andre bands havde bearbejdet nogle af dem, såsom Beach Boys' hit "Surfin' USA" fra 1963, som brugte melodien fra Berrys "Sweet Little Sixteen". I 1964 og 1965 udgav Berry otte singler, herunder tre, der var en kommerciel succes, og nåede top 20 på Billboard 100: "No Particular Place to Go" (en humoristisk omarbejdning af "skoledage", om indførelse af sikkerhedsseler i biler ), "You Never Can Tell", og den vuggende "Nadine". Mellem 1966 og 1969 udgav Berry fem albums for Mercury Records, herunder hans første livealbum, Live at Fillmore Auditorium, hvor han blev bakket op af Steve Miller Band.
Mens dette ikke var en succesfuld periode for studiearbejde, var Berry stadig en topsællert på koncertfronten. I maj 1964 havde han været på en vellykket turné i Storbritannien, men da han vendte tilbage i januar 1965 var hans opførsel uberegnelig og humørsyg. Hans stil med at bruge uøvede lokale opbakningsbands og en streng uforhandelig kontrakt skabte ham et ry som en vanskelig og problematisk kunstner. Han spillede også ved store begivenheder i Nordamerika, såsom Schaefer Music Festival, i New Yorks Central Park i juli 1969 og Toronto Rock and Roll Revival festival i oktober.

### Tilbage til Chess: »Min Ding-a-Ling" til Det Hvide Hus koncert (1970-1979)
Berry helped give life to a subculture ... Even "My Ding-a-Ling", a fourth-grade wee-wee joke that used to mortify true believers at college concerts, permitted a lot of twelve-year-olds new insight into the moribund concept of "dirty" when it hit the airwaves ...
Berry vendte tilbage til Chess fra 1970 til 1973. Der var ingen hitsingler fra 1970-albummet Back Home, men i 1972 udgav Chess en liveoptagelse af "My Ding-a-Ling", en ny sang, som han havde indspillet i en anden version som "My Tambourine" på hans 1968-LP From St. Louie to Frisco. Skæringen blev hans eneste nummer-ét single. En liveoptagelse af "Reelin' and Rockin'", udgivet som en opfølgningssingle i samme år, var hans sidste Top 40 hit i både USA og Storbritannien. Begge singler blev medtaget på live-delen af studioalbummet The London Chuck Berry Sessions (andre albums med "London sessioner" blev indspillet af Chess' faste grundpille af kunstnere Muddy Waters og Howlin 'Wolf). Berrys anden periode hos Chess sluttede med 1975-albummet Chuck Berry, hvorefter han ikke indspillede studiealbum før Rock It for Atco Records i 1979, hvilket skulle blive hans sidste studiealbum i 38 år.
I 1970'erne turnerede Berry på basis af sine tidligere succeser. Han var på turne i mange år kun med sin Gibson-guitar, overbevist om, at han kunne ansætte et band, der allerede kunne hans musik, uanset hvor han var. Allmusic sagde, at i denne periode var hans "livekoncerter blevet mere og mere uberegnelig, ... arbejdede med frygtelige backinggrupper og afleverede sjuskede, ustemte forestillinger", som "plettede hans ry hos både yngre fans og oldtimers". Blandt de mange orkesterledere som bakkede Berry op var Bruce Springsteen og Steve Miller, som hver især lige var begyndt på deres karrierer. Springsteen bemærkede i dokumentarfilmen Hail!Hail! Rock 'n' Roll, at Berry ikke gav bandet en sætliste og forventede, at musikerne kunne følge ham efter hver guitarintro. Berry talte hverken til eller takkede bandet efter showet. Ikke desto mindre spillede Springsteen igen med Berry, da han optrådte ved koncerten for Rock and Roll Hall of Fame i 1995. På anmodning af Jimmy Carter, spillede Berry i Det Hvide Hus den 1. juni 1979.
Berrys særlige stil med afregninger (ofte betalt kontant af lokale initiativtagere) gav skattevæsenet ammunition til beskyldninger om, at Berry havde unddraget at betale indkomstskat. Stillet over for et strafferetlig søgsmål for tredje gang, fik Berry til at erkendte sig skyldig i skatteunddragelse og han blev idømt fire måneders fængsel og 1000 timers samfundstjeneste - i form af velgørenhedskoncerter - i 1979.

### Sidste år på landevejen (1980-2017)
Berry fortsatte med at spille 70 til 100 enkeltkoncerter om året i 1980'erne, stadig solo og med et lokalt band til at bakke ham op ved hver koncert. I 1986 lavede Taylor Hackford en dokumentarfilm, Hail!Hail! Rock 'n' Roll af en festkoncert i anledning af Berrys tresårs fødselsdag, arrangeret af Keith Richards. Eric Clapton, Etta James, Julian Lennon, Robert Cray og Linda Ronstadt med flere optrådte med Berry på scenen og i filmen. Under koncerten spillede Berry på en Gibson ES-355, luksusversionen af ES-335, som han foretrak på sine 1970-turneer. Richards spillede på en sort Fender Telecaster Custom, Cray en Fender Stratocaster og Clapton en Gibson ES 350T, den samme model, som Berry brugte på sine tidlige indspilninger.
I slutningen af 1980'erne købte Berry restauranten The Southern Air i Wentzville, Missouri. I 1990 blev han sagsøgt af flere kvinder, der hævdede, at han havde installeret et videokamera på dametoilettet. Berry hævdede, at han havde installeret kameraet for at fange en ansat mistænkt for at stjæle fra restauranten på fersk gerning. Selvom hans skyld aldrig blev bevist i retten, indgik Berry forlig i gruppesøgsmålet med 59 kvinder. Hans biograf, Bruce Pegg anslog, at det kostede Berry mere end 1,2 millioner $ plus advokatomkostninger. I løbet af denne tid begyndte Berry at bruge Wayne T. Schöneberg som sin juridiske rådgiver. Efter en razzia blev Berry sigtet for besiddelse af marihuana og videoer fra dametoilettet. For at undgå sigtelser for krænkelse af børn på videoerne erklærede Berry skyldig i besiddelse af marihuana. Han fik en dom på seks måneders betinget fængsel og to års betinget prøvetid og blev beordret til at donere $ 5.000 til et lokalt hospital.
I november 2000 blev Berry sagsøgt af sin tidligere pianist Johnnie Johnson, der hævdede, at han var med til at skrive over 50 sange, herunder "No Particular Place to Go", "Sweet Little Sixteen" og "Roll Over Beethoven", som alene var krediteret Berry. Sagen blev afvist, da dommeren fastslog, at sagen var forældet.
Chuck Berry gav koncert i Amager Bio den 27. januar 2007. I 2008 turnerede Berry i Europa med stop i Sverige, Norge, Finland, Storbritannien, Holland, Irland, Schweiz, Polen og Spanien. I midten af 2008 spillede han på Virgin Festival i Baltimore, Maryland. Under en koncert nytårsdag 2011 i Chicago besvimede Berry af udmattelse og måtte hjælpes fra scenen.
Berry boede i Ladue, Missouri, ca. 200 km vest for St. Louis.
Han optrådte en onsdag hver måned på Blueberry Hill, en restaurant og bar beliggende i Delmar Loop-kvarteret i St. Louis i perioden 1996-2014.
Berry annoncerede på sin 90-års fødselsdag, at han i 2017 ville udgive sit første nye studiealbum siden 1979 med titlen Chuck. Hans børn, Charles Berry Jr. og Ingrid, medvirker på guitar og harmonika "med sange i spektret fra drævende rock til sjælfulde tankevækkende tidslommer af et livsværk". Pladen var dedikeret til hans kone gennem 68 år, Themetta Berry.

### Hans død
Politiet i St. Charles County, Missouri, blev kaldt til Berrys hus den 18. marts 2017, hvor han var bevidstløs. Berry blev erklæret død på stedet. Han blev 90 år.

## Hæder og eftermæle
While no individual can be said to have invented rock and roll, Chuck Berry comes the closest of any single figure to being the one who put all the essential pieces together. It was his particular genius to graft country & western guitar licks onto a rhythm & blues chassis in his very first single, "Maybellene".
Berry var blandt de første musikere til at blive optaget i Rock and Roll Hall of Fame ved åbningen i 1986; der blev sagt om ham, at han havde "lagt grunden til ikke kun en rock and roll-lyd, men en rock and roll-holdning." Berry indgår i flere af Rolling Stone-magasinets "største af alle tid"-lister; han var rangeret på en femteplads på 1984-udgaven af deres "The 100 Greatest Artists of All Time". The Rock and Roll Hall of Fames 500 sange, der formede Rock and Roll omfatter tre af Berrys: "Johnny B. Goode", "Maybellene", og "Rock and Roll Music". Berrys "Johnny B. Goode" er den eneste rock-and-roll sang inkluderet på Voyager Golden Record, der blev opsendt ombord på de to Voyager-rumsonder i 1977.
Berry var en pioner inden for rock and roll og havde en betydelig indflydelse på udviklingen af både musik og holdningen til rockmusikken. Med sange som "Maybellene" (1955), "Roll Over Beethoven" (1956), "Rock and Roll Music" (1957) og "Johnny B. Goode" (1958) havde Berry forfinet og udviklet rhythm and blues-grundelementer, der gjorde rock and roll karakteristisk, med tekster der havde til formål at appellere til det tidlige teenage-marked ved hjælp af grafiske og humoristiske beskrivelser af teenagedanse, hurtige biler, high school-liv og forbrugerkultur, samtidig med at han brugte guitarsoloer og sceneoptræden, der fik en stor indflydelse på al efterfølgende rockmusik. Hans plader er en rig guldgrube af de væsentlige lyriske, sceniske og musikalske elementer af rock and roll. Ud over The Beatles og Rolling Stones har en lang række betydelige populærmusikkunstnere indspillede Berry-sange. Selvom det ikke er teknisk perfek, havde hans guitarstil en særlig karakter. Han indarbejdede elektroniske effekter for at efterligne lyden af bottleneck-blues-guitarister og trak på indflydelsen fra guitarister såsom Carl Hogan og T-Bone Walker til at producere en klar og spændende lyd, som mange senere guitarister anerkendte som en indflydelse på deres egen stil. Berrys sceneoptræden har haft indflydelse på andre rockguitarister, især hans etbenede hop-rutine, og "andegang", som han først brugte som barn, når han gik "foroverbøjet med fuld bøjet knæ, men med min ryg og hoved lodret" under et bord for at hente en bold, og hans familie fandt det underholdende. Han brugte det, da han "optrådte i New York for første gang, og nogle journalist navngav det Duck walk."
John Lennon sagde "hvis man skulle give rock 'n' roll et andet navn, kunne man kalde det 'Chuck Berry'".

## Diskografi
Studiealbums
- After School Session (1957)
- One Dozen Berrys (1958)
- Berry Is on Top (1959)
- Rockin' at the Hops (1960)
- New Juke Box Hits (1961)
- Two Great Guitars (with Bo Diddley) (1964)
- St. Louis to Liverpool (1964)
- Chuck Berry in London (1965)
- Fresh Berry's (1965)
- Chuck Berry's Golden Hits (1967)
- Chuck Berry in Memphis (1967)
- From St. Louie to Frisco (1968)
- Concerto in B. Goode (1969)
- Back Home (1970)
- San Francisco Dues (1971)
- The London Chuck Berry Sessions (1972)
- Bio (1973)
- Chuck Berry (1975)
- Rockit (1979)
- Chuck (2017)